# Cass County (Minnesota)
 For alternative betydninger, se Cass County. (Se også artikler, som begynder med Cass County)
Cass County er et county i den amerikanske delstat Minnesota. Amtet ligger i de vestlige del af delstaten og grænser op mod Itasca County i nordøst, Aitkin County og Crow Wing County i sydøst, Morrison County i syd, Todd County og Wadena County i sydvest og mod Hubbard County og Beltrami County i nordvest.
Cass Countys totale areal er 6.253 km² hvoraf 1.027 km² er vand. I 2000 havde amtet 27.150 indbyggere. Amtets administration ligger i byen Walker.
Amtet blev grundlagt i 1851 og har fået sit navn efter politiker og præsidentkandidat Lewis Cass.